# 興道寺
興道寺（こうどうじ）は、愛知県岩倉市に所在する日蓮正宗の寺院。山号は蓮華山（れんげさん）。本尊として、宗祖日蓮所顕 十界互具の大曼荼羅を奉る。

## 起源と歴史
この地域の日蓮正宗の歴史は1823年（文政6年）、江戸目黒に住む在俗信徒であった長瀬清十郎が当地を訪れ、布教したことに始まるという。しかし、その後、1826年（文政9年）から1859年（安政6年）に至るまでの激しい信仰弾圧（「尾張法難」）に見舞われる。にもかかわらず信仰を維持し、1877年（明治10年）の信教の自由をもって、ようやく寺院設置の機運がなったものである。
寺院設置に際しては名古屋方面北在の信徒たちの寄進があり、日蓮正宗の総本山である大石寺の日霑の尽力があった。
設立の時期は、資料によって微妙に異なり、地元自治体史である『岩倉町史』（1955年）では1877年（明治10年）の創建、その後出版された『岩倉市史』（1985年）では1877年（明治10年）10月の創設としている。一方、『尾張法難史』では設立願が提出されたのがそもそも1879年（明治12年）10月であるとし、創価学会教学部が編纂した『仏教哲学大事典』（1965年）では1879年（明治12年）11月6日の開創としている。
境内には、激しい信仰弾圧にもかかわらず信仰を守った信徒たちの精神を記念し、後世の手本とするために尾張法難の石碑が建立されている。

## 歴代住職
1. 日霑[2]
2. 日照[2]
3. 日台[2]
4. 日満[2]
5. 道篤[2]
6. 日法[2]
7. 慈海[2] - 1895年（明治28年）9月21日、福岡県久留米市生まれ[6]。俗名、渡辺近夫[6]。1937年（昭和12年）3月、興道寺住職となる[7]。1943年（昭和18年）5月15日、寂日坊住職となる[7]。1967年（昭和42年）4月9日没[7]。
8. 広泰[2]
9. 諦齢[2]
10. 松岡慈契[1]

## 所在地
- 愛知県岩倉市西市町寺西19[1]

## 寺院周辺
- 岩倉市役所
- 天神公園

## 交通アクセス
- 名鉄犬山線岩倉駅から徒歩7分
- 東名高速道路小牧インターチェンジから車で15分
- 名神高速道路一宮インターチェンジから車で15分